# 프레쇼우주

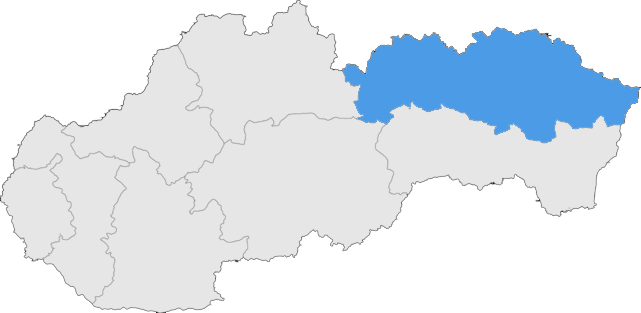
프레쇼우주의 위치

프레쇼우주(슬로바키아어: Prešovský kraj)는 슬로바키아 북동부에 위치한 주로 주도는 프레쇼우이며 면적은 8,975km2, 인구는 807,011명(2008년 기준), 인구 밀도는 90명/km2이다.
북쪽으로는 폴란드, 동쪽으로는 우크라이나와 국경을 접하며 남쪽으로는 코시체주, 남서쪽으로는 반스카비스트리차주, 서쪽으로는 질리나주와 접한다.

주기
주 문장

## 행정구역
13개 구(레보차구, 메질라보르체구, 바르데요우구, 브라노우나트토플료우구, 사비노우구, 스니나구, 스비드니크구, 스타라류보브냐구, 스트롭코우구, 케주마로크구, 포프라트구, 프레쇼우구, 후멘네구)를 관할한다.